# Bežno srečanje
Bežno srečanje (angleško Brief Encounter) je britanska romantična drama iz leta 1945. Film je režiral David Lean na podlagi scenarija Noela Cowarda, ki je nastal na podlagi njegove igre Still Life iz leta 1936.
V filmu igrajo Celia Johnson, Trevor Howard, Stanley Holloway in Joyce Carey. Film sledi strastni izvenzakonski romanci v Angliji tik pred drugo svetovno vojno. Glavna oseba je Laura, poročena ženska z otroki katere običajno življenje postane vse bolj zapleteno po naključnem srečanju poročenega neznanca na železniški postaji, v katerega se nato zaljubi.
Film je doživel premiero 13. novembra 1945 v Londonu in bil množično predvajan 25. novembra. Kritiki so film množično hvalili. Na 19. podelitvi nagrade Oskar je film prejel tri nominacije: za najboljšega režiserja, najboljšo igralko (Johnsonova) in najboljši scenarij.
Veliko kritikov, zgodovinarjev in strokovnjakov navaja film za enega najboljših vseh časov. Leta 1999 ga je Britanski filmski inštitut uvrstil za drugi najboljši britanski film vseh časov. Leta 2017 ga je skupina 150 igralcev, režiserjev, producentov in kritikov razglasila za 12. najboljši britanski film vseh časov.
Laura Jesson, dostojna Britanka iz srednjega razreda, je v ljubečen, toda dolgočasnem zakonu in govori svojo zgodbo, medtem ko sedi doma z možem ter si predstavlja, da mu priznava, da ima ljubezensko razmerje.

## Zgodba
Kakor veliko žensk njenega razreda, Laura vsak četrtek obišče bližnje mesto zaradi nakupovanja in matineje. Ko se z enega od teh izletov vrača v Milford in čaka v železniški okrepčevalnici, ji drugi potnik pozorno pomaga odstraniti drobec iz njenega očesa. Mož je Alec Harvey, idealistični splošni zdravnik, ki ob četrtkih dela kot svetovalec v lokalni bolnišnici. Oba sta v poznih 30. ali zgodnih 40. letih, poročena in z otroki (čeprav Alecove žene Madeleine in dveh sinov v filmu ne vidimo).
Dva se ponovno srečata pred kozmetično trgovino Boots in kasneje, ob tretjem srečanju, sedita za isto mizo pri kosilu. Po kosilu imata oba čas in gresta na popoldansko predstavo v gledališču Palladium. Tam kmalu zaskrbljeno ugotovita, da se njuno nedolžno in bežno razmerje razvija v nekaj globljega in se približuje nezvestobi.
Odprto se srečujeta, dokler ne naletita na Laurine prijatelje in se pojavi potreba po zavajanju drugih. Nato gresta v stanovanje, ki pripada Stephenu, Alecovemu prijatelju in kolegu zdravniku. Zmoti ju Stephenova nepričakovana in obsojajoča vrnitev. Laura ponižana in osramočena steče po zadnjih stopnicah na ulico. Veliko hodi in sedi na klopci več ur ter kadi, dokler je zaskrbljen policist ne spodbudi da gre z mraza. Na železniško postajo pride ravno pravočasno, da ujame zadnji vlak domov.
Nedavni razvoj dogodkov par prepriča, da je razmerje ali skupna prihodnost nemogoča. Razumevajoč skušnjavo in ne želeč prizadeti svoji družini se odločita iti narazen. Alecu ponudijo službo v Johannesburgu v Južni Afriki, kjer živi njegov brat.
Par se zadnjič sreča v železniški okrepčevalnici, ki jo sedaj vidimo drugič, kar prinaša bridko perspektivo na njuno zgodbo. Ko čakata na srce parajoče slovo, se Laurina zgovorna znanka Doly Messiter sama povabi k njima in začne klepetati, ne da bi opazila stisko para.
Zavesta se, da sta izgubila priložnost za zadnje slovo in Alecov vlak pride. Ko Dolly še vedno klepeta, Alec odide brez strastnega slovesa, ki si ga oba želita. Po rokovanju z Dolly diskretno stisne Lauro za ramo in odide. Laura še malo počaka, upajoč, da se bo vrnil v okrepčevalnico, vendar se ne vrne. Ko slišimo, da je vlak odpeljal, Lauro spodbudijo čustva in ko sliši, da se približuje brzivlak, odhiti na peron. Luči vlaka razsvetlijo njen obraz medtem ko obvlada samomorilski vzgib. Nato se vrne k družini.
Laurin prijazen in potrpežljiv mož Fred pokaže, da je opazil njeno distanco, čeprav ni jasno, če je uganil razlog. Zahvali se ji, da se je vrnila k njemu. Ona joče v njegovem objemu.